# Ottawa (Ohio)
Ottawa – wieś w Stanach Zjednoczonych, w stanie Ohio, siedziba administracyjna hrabstwa Putnam.